# Quadratur des Kreises (Album)
Quadratur des Kreises ist das Debütalbum der deutschsprachigen Hip-Hop-Band Freundeskreis. Es erschien 1997 bei Four Music.

## Entstehung
Freundeskreis nahm die Songs ihres Debütalbums im Oktober/November 1996 im NoSé Studio A in Stuttgart auf. Es wurde von Tom Krüger gemastert. Neben der Besetzung von Freundeskreis war als Special Featured Artist Ahmed Sékou Neblett (MC Koukou) an dem Album beteiligt.
Quadratur des Kreises erschien am 21. Februar 1997 bei Four Music, dem Label der Fantastischen Vier, und wurde von Sony Music Entertainment vertrieben. Es kam auf CD (FOR 487245 2) und auf Doppel-LP (FOR 487245 1) heraus. Außerdem veröffentlichte Four Music eine Instrumentalausgabe des Albums, mit 13 statt 19 Tracks (ohne Intro und weitere kurze Einspielungen des Originals). Quadratur Des Kreises Instrumentals erschien als limitierte White-Label-Doppel-LP (FOR 970801).

## Inhalt
Neben Hip-Hop enthält das Album Quadratur des Kreises Elemente von Reggae, Jazz und Soul. Es greift politische Fragen auf, einige Songs beschäftigen sich aber auch mit Beziehungsfragen und anderen Themen.

### Singles
Drei Wochen vor Veröffentlichung des Albums erschien der Rapsong Leg dein Ohr auf die Schiene der Geschichte als erste Single. Darin erzählt der damals 23-jährige Max Herre seine persönliche Lebensgeschichte anhand von geschichtlichen Ereignissen und Biografien anderer Menschen. Er thematisiert unter anderem die Nuklearkatastrophe von Tschernobyl und den Kalten Krieg. Während die Strophen auf Deutsch verfasst sind, ist der Refrain englischsprachig und fasst die Message des Songs, dass der Mensch ein Teil von etwas Größerem ist und von Geschichte und Politik beeinflusst wird, mit You're just a part of it zusammen. Der Song entstand aus einem Instrumentalstück von Philippe A. Kayser, zu dem Herre während eines zweiwöchigen Ägyptenaufenthalts eine erste Strophe formulierte. Davon wurde ein Demo aufgenommen und verschiedenen Plattenfirmen vorgestellt. Der Song erregte Aufmerksamkeit für die neu gegründete Band, Herre bezeichnet ihn als „Türöffner“ für Freundeskreis.
Die zweite Single A-N-N-A (Immer wenn es regnet) kam am 30. Juni 1997 auf den Markt. Das Liebeslied handelt von Max (Herre), der sich daran erinnert, wie er an einem regnerischen Tag die ihm unbekannte Anna traf und zwischen ihnen spontane Zuneigung entstand. Der Hip-Hop-Song mit Pop-Elementen war bereits im Vorjahr, noch unter dem Bandnamen „Maximilian und sein Freundeskreis“, in einer ursprünglichen Version bei Alternate/Intercord erschienen, blieb zu der Zeit jedoch unbeachtet. Die neue Ausgabe entwickelte sich dagegen zu einem Sommerhit. Die Single verkaufte sich gut und konnte sich in den deutschsprachigen Charts platzieren, in Deutschland gelangte sie bis auf Platz 6.
In der dritten Single Wenn der Vorhang fällt, die im Oktober 1997 erschien, rappen Herre und Wasi Ntuanoglu über ihr Selbstverständnis als Musiker und ihren Blick auf die Hip-Hop-Kultur in Deutschland: „Banaler Rap ist publik und macht uns in Sachen Kunst zu 'ner Bananenrepublik“ singt Herre in der zweiten Strophe.

### Weitere Tracks
Der Track Baby, wenn ich down bin ist ein Cover des gleichnamigen Songs von Udo Lindenberg. Er handelt von einem Mann, der (auf Deutsch) seine Geliebte dafür lobt, dass sie immer zu ihm steht, auch wenn er fremdgeht, und einer Frau, die ihm (auf Englisch) zustimmt, weil sie ihn liebt. Das Original erschien erstmals 1980 auf Lindenbergs Album Panische Zeiten und wurde als Single ausgekoppelt. Lindenberg sang den Song gemeinsam mit Leata Galloway (und später live mit Helen Schneider), während ihn auf Quadratur des Kreises Max Herre und Theresa J. Burnette interpretieren. Dabei singt Herre eine zusätzliche Strophe, in der er mit der Zeile „Wir sind ein Panikduo wie Udo und Nina“ Bezug auf Lindenberg nimmt. Lindenberg hat für Max Herre eine besondere Bedeutung, unter anderem da er als Elfjähriger sein erstes Rockkonzert bei ihm erlebte und dadurch Interesse an einer musikalischen Karriere entwickelte.
Telefonterror ist ein Dub-Reggae-Song mit selbstironischem Unterton. Darin wird Maximilian morgens am Telefon von einem aufdringlichen Groupie gestört. Diesen Part übernahm die damals noch unbekannte Cassandra Steen.
In Cross The Tracks thematisieren Freundeskreis ähnlich The Last Poets politische Ungerechtigkeit. Sie tragen Zitate von Ulrike Meinhof und Mumia Abu-Jamal vor, in denen diese ihre Erfahrungen im Gefängnis schildern.

## Titelliste
| Nr.          | Titel                                                                    | Musik und Text | Länge |
| ------------ | ------------------------------------------------------------------------ | --- | ----- |
| 1.           | Quadratur Des Kreises (Intro)                                            | | 2:43  |
| 2.           | Leg Dein Ohr Auf Die Schiene Der Geschichte                              | Philippe A. Kayser, Martin Welzer, Max Herre                                                                                     | 5:11  |
| 3.           | Lasst Mich Nicht Alleine                                                 | Philippe A. Kayser, Martin Welzer, Max Herre                                                                                     | 3:26  |
| 4.           | Enfants Terribles International (feat. Déborah)                          | Philippe A. Kayser, Martin Welzer, Ahmed Sékou Neblett, Max Herre                                                                | 5:20  |
| 5.           | Letzten Sonntag Bei Donato (feat. Afrob)                                 | | 1:24  |
| 6.           | A-N-N-A (feat. Donato Wharton (Gitarre) und Davide Petroca (Kontrabass)) | Philippe A. Kayser, Martin Welzer, Max Herre                                                                                     | 6:06  |
| 7.           | Nachtrag                                                                 | | 0:37  |
| 8.           | Future Mothers                                                           | Philippe A. Kayser, Martin Welzer, Ahmed Sékou Neblett, Max Herre                                                                | 4:26  |
| 9.           | Vorspiel                                                                 | | 0:38  |
| 10.          | Baby, Wenn Ich Down Bin (feat. Theresa J. Burnette)                      | Udo Lindenberg | 5:16  |
| 11.          | Cross The Tracks (feat. Donato Wharton (Gitarre))                        | Philippe A. Kayser (Musik), Martin Welzer (Musik), Ahmed Sékou Neblett, Max Herre, Ulrike Meinhof (Text), Mumia Abu-Jamal (Text) | 4:56  |
| 12.          | Wenn Der Vorhang Fällt (feat. Wasi)                                      | Philippe A. Kayser, Martin Welzer, Max Herre, Wasi Ntuanoglu                                                                     | 4:15  |
| 13.          | Zwischenteil                                                             | | 0:58  |
| 14.          | Overseas / Übersee (feat. Afrob)                                         | Philippe A. Kayser, Martin Welzer, Ahmed Sékou Neblett, Max Herre, Robert Zemichiel                                              | 6:53  |
| 15.          | Cassandra & Christina                                                    | | 0:34  |
| 16.          | Telefonterror (feat. Cassandra Steen)                                    | Philippe A. Kayser, Martin Welzer, Ahmed Sékou Neblett, Max Herre                                                                | 5:45  |
| 17.          | Im Land Der 1210er                                                       | | 4:21  |
| 18.          | Enfants Terribles '96                                                    | Philippe A. Kayser, Martin Welzer, Ahmed Sékou Neblett, Max Herre                                                                | 5:45  |
| 19.          | Easy At Last (Outro)                                                     | | 0:58  |
| Gesamtlänge: | Gesamtlänge:                                                             | Gesamtlänge: | 69:32 |

## Bedeutung
Bezogen auf die Entwicklung des Deutschen Hip-Hops war Quadratur des Kreises eine der Veröffentlichungen, mit denen die Bedeutung der Neuen Schule weiter zunahm. Ende der 1990er Jahre wurde die Hip-Hop-Szene zur zentralen deutschen Jugendkultur.
Für Freundeskreis war das Album Quadratur des Kreises finanziell ein Erfolg. Es schaffte den Sprung in die deutschen, österreichischen und schweizerischen Charts. Im Jahr 2017 wurde es für mehr als 250.000 verkaufte Exemplare in Deutschland mit einer Goldenen Schallplatte ausgezeichnet. Die zweite Single A-N-N-A wurde ein Hit und machte die Band einem breiten Publikum bekannt. Freundeskreis wurde zu einem gefragten Live-Act. Ihr nächstes Album Esperanto erschien zwei Jahre später und war kommerziell noch erfolgreicher.
Für Max Herre war Quadratur des Kreises ein erster wichtiger Schritt auf seiner musikalischen Karriere. Die Songs gehörten auch nach Auflösung von Freundeskreis weiterhin zu seinem Repertoire. Zu A-N-N-A veröffentlichte er 2004 eine Fortsetzung auf seinem selbstbetitelten Solo-Debütalbum. Anna '04 handelt davon, dass er und Anna sich nach Jahren wiedertreffen, und trotz inzwischen gegründeter Familien erneut in Versuchung geraten. A-N-N-A und die anderen beiden aus Quadratur des Kreises ausgekoppelten Singles erschienen 2013 auf Herres Live-Album MTV Unplugged Kahedi Radio Show.
Quadratur des Kreises war das erste Album, das Mark Forster komplett auswendig konnte.
Chartplatzierungen Album

| Jahr | Titel                 | Höchstplatzierung, Gesamtwochen, AuszeichnungChartplatzierungen (Jahr, Titel, Platzierungen, Wochen, Auszeichnungen, Anmerkungen) | Höchstplatzierung, Gesamtwochen, AuszeichnungChartplatzierungen (Jahr, Titel, Platzierungen, Wochen, Auszeichnungen, Anmerkungen) | Höchstplatzierung, Gesamtwochen, AuszeichnungChartplatzierungen (Jahr, Titel, Platzierungen, Wochen, Auszeichnungen, Anmerkungen) | Anmerkungen                                                                                               |
| Jahr | Titel                 | DE | AT | CH | Anmerkungen                                                                                               |
| ---- | --------------------- | --- | --- | --- | --- |
| 1997 | Quadratur des Kreises | DE12 (32 Wo.)DE | AT38 (5 Wo.)AT | CH34 (8 Wo.)CH | Erstveröffentlichung: 21. Februar 1997 Einstieg in die deutschen Charts: 7. Juli 1997 Verkäufe: + 250.000 |

Chartplatzierungen Singles

| Jahr | Titel                  | Höchstplatzierung, Gesamtwochen, AuszeichnungChartplatzierungen (Jahr, Titel, Platzierungen, Wochen, Auszeichnungen, Anmerkungen) | Höchstplatzierung, Gesamtwochen, AuszeichnungChartplatzierungen (Jahr, Titel, Platzierungen, Wochen, Auszeichnungen, Anmerkungen) | Höchstplatzierung, Gesamtwochen, AuszeichnungChartplatzierungen (Jahr, Titel, Platzierungen, Wochen, Auszeichnungen, Anmerkungen) | Anmerkungen                                             |
| Jahr | Titel                  | DE | AT | CH | Anmerkungen                                             |
| ---- | ---------------------- | --- | --- | --- | ------------------------------------------------------- |
| 1997 | A-N-N-A                | DE6 (19 Wo.)DE | AT27 (6 Wo.)AT | CH16 (15 Wo.)CH | Erstveröffentlichung: 30. Juni 1997 Verkäufe: + 250.000 |
| 1997 | Wenn der Vorhang fällt | DE77 (3 Wo.)DE | — | — | Erstveröffentlichung: 27. Oktober 1997 mit Wasi         |

## Belege
1. 1 2 3 4  Quadratur des Kreises bei Offiziellecharts.de Anna bei hitparade.ch
2. ↑  Quadratur des Kreises in der Ruhmeshalle von Puls
3. 1 2  Interview mit Max Herre über den Song Leg dein Ohr auf die Schiene der Geschichte im Hip-Hop-Magazin All Good
4. 1 2  Biografie von Freundeskreis bei laut.de
5. ↑  Rezension des Albums bei weltklang.de
6. ↑  Rezension des Albums (Seite nicht mehr abrufbar, festgestellt im Dezember 2018. Suche in Webarchiven)  Info: Der Link wurde automatisch als defekt markiert. Bitte prüfe den Link gemäß Anleitung und entferne dann diesen Hinweis. in Intro
7. ↑  Robert Heyer, Sebastian Wachs, Christian Palentien (Hg.): Handbuch Jugend – Musik – Sozialisation. Springer, 2013, S. 95.
8. ↑  DE: Gold
9. ↑  SZ für Kinder, Ostern 2016.